# Fritz Weber-Worni

Fritz Weber (1988)

Fridolin Kaspar Weber-Worni (* 26. März 1931), genannt Fritz, ist ein Kantonspolitiker (FDP) des Schweizer Kantons Glarus. Er war von 1978 bis 1997 Regierungsrat und leitete die Erziehungsdirektion. 1986 bis 1990 war er Landammann von Glarus. Später war er an der Projektorganisation der Einheitsgemeinde Glarus beteiligt.